# Duebenia blyttiana
Duebenia blyttiana är en svampart som tillhör divisionen sporsäcksvampar, och som först beskrevs av Emil Rostrup, och fick sitt nu gällande namn av Burghard Hein. Duebenia blyttiana ingår i släktet Duebenia, och familjen Dermateaceae. Arten är reproducerande i Sverige.